# Marko Šćekić
Marko Šćekić, (nacido el 23 de mayo de 1981 en Zvornik, República Srpska,  Bosnia y Herzegovina) es un exjugador de baloncesto serbio. Con 2.07 de estatura, su puesto natural en la cancha es el de pívot. 

## Trayectoria
- KK Drina Zvornik (1998-2000)
- Borac Banja Luka (2000-2004)
- KK Vojvodina Novi Sad (2004-2007)
- Turów Zgorzelec (2007-2008)
- EWE Baskets Oldenburg (2008-2010)
- Buducnost Podgorica (2010-2011)
- Pallacanestro Cantú (2011-2013)
- Pallacanestro Varese (2013-2014)
- KK Igokea (2014)
- Helios Domžale (2015)